# Triodontopyga friburguensis
Triodontopyga friburguensis är en tvåvingeart som beskrevs av Guimaraes 1983. Triodontopyga friburguensis ingår i släktet Triodontopyga och familjen parasitflugor. Inga underarter finns listade i Catalogue of Life.